# Понс, Хуан
Хуан Понс (исп. Joan Pons Álvarez; род. 1946) — испанский оперный певец, баритон.

## Биография
Родился 8 августа 1946 года в муниципалитете Сьюдадела, Испания.
Дебютировал в 1980 году в миланском театре Ла Скала.
Начинал свой творческий путь как бас. Затем показал себя как один из самых знаменитых баритонов мира. Выступает в известных театрах мира в Милане, Нью-Йорке, Вене, Лондоне, Париже, Барселоне.
На 2011 год Хуан Понс более трёхсот раз выступил в «Метрополитен-опера» в Нью-Йорке.